# Mühlenbocks park
Mühlenbocks park är en park belägen i anslutning till Häcklöparegatan i stadsdelen Lunden i Göteborg. Parken är uppkallad efter grosshandlaren Friedrich Mühlenbock som under andra sekelskiftet av 1800-talet lät anlägga en mindre djurpark på området, där Barclays Fredriksro varit beläget.